# Петровские озёра
Петро́вские озёра, Оршинско-петровские озёра, Петроозёрье — группа озёр в Тверской области, в 20 километрах к северо-востоку от Твери. Озёра окружены обширным болотным массивом «Оршинский Мох». Всего озёр насчитывается более 140, общая площадь 83 км². Наиболее крупные — Великое (площадь 32 км²), Светлое (8 км²), Глубокое (5 км²), Песочное (5 км²), Белое (4 км²), Страдовня (2,52 км²), Щучье, Глухое, Оршинское. Урез воды в озёрах незначительно различается: в озёрах южной и западной части Глухом, Светлом, Песчаном он составляет 143—144 метра над уровнем моря; в Оршинском и Щучьем — 141 метр; в Великом, Глубоком и Белом — 139 метров. Глубина озёр не превышает 4 метров. Большинство озёр соединены протоками. Сток из системы Петровских озёр через несколько небольших речек в протекающую 20 километрами южнее Волгу: Орша (вытекает из Оршинского озера), Созь (из Великого озера), Песочная (из Песочного).
Петровские озёра являются реликтовыми остатками огромного ледникового водоёма, большинство небольших озёр находится на разных стадиях отмирания и превращения в болото. Питание озёр дождевое и за счёт болотных вод. В озёрах и окружающих болотах большое количество торфа, который придаёт воде озёр характерный коричневый цвет.
В западной части озёрного массива велись торфоразработки, что привело к исчезновению и изменению уровня нескольких озёр. В районе торфоразработок проложена большая сеть осушительных каналов и узкоколейных железных дорог.
Вокруг Оршинского Моха расположено несколько деревень; в самом центре болот, на возвышенном острове между озёрами Глубокое и Белое — деревни Остров, Заречье и Петровское.
Берега озёр низменные, заболоченные, на отдельных участках осушены. Доступ к озёрам летом возможен лишь по воде, зимой по нескольким зимним тропам.
Петровские озёра используются для туризма, охоты, рыбной ловли и сбора клюквы и грибов.